# Autentik
Autentik es el nombre del tercer álbum de estudio del cantante puertorriqueño Gotay El Autentiko. Se lanzó el 31 de enero de 2020, por Machete Music y UMG Recordings, Inc.
Contó con las colaboraciones de exponentes de música urbana como Kevvo, Ele A El Dominio, Jon Z, Gigolo & La Exce.

## Lista de canciones
| N.º   | Título                                 | Duración |  |
| 1.    | «La baby»                              | 3:50     |  |
| 2.    | «Quería ser amada»                     | 2:35     |  |
| 3.    | «La high» (con Kevvo)                  | 3:14     |  |
| 4.    | «Like»                                 | 2:31     |  |
| 5.    | «Yo me la robé» (con Ele A El Dominio) | 3:41     |  |
| 6.    | «Larry bird»                           | 3:11     |  |
| 7.    | «El truco»                             | 3:49     |  |
| 8.    | «Hazme recordarlo» (con Jon Z)         | 3:47     |  |
| 9.    | «Mami» (con Gigolo & La Exce)          | 3:52     |  |
| 10.   | «Ya no me quiere»                      | 3:18     |  |
| 33:50 |                                        |          |  |